# Condado de Adams (Pensilvânia)
O Condado de Adams é um dos 67 condados do Estado americano da Pensilvânia. A sede do condado é Gettysburg, e sua maior cidade é Gettysburg. O condado possui uma área de 1 351 km²(dos quais 4 km² estão cobertos por água), uma população de 91 292 habitantes, e uma densidade populacional de 68 hab/km² (segundo o censo nacional de 2000). O condado foi fundado em 22 de janeiro de 1800.